# Bankroll Fresh
Bankroll Fresh, pseudonimo di Trentavious Zamon White (Atlanta, 2 agosto 1987 – Atlanta, 4 marzo 2016), è stato un rapper statunitense.

## Biografia
White ha esordito come rapper nel 2008 cantando brani in vari dischi di Gucci Mane sotto lo pseudonimo di Yung Fresh. Nel 2013 canta il brano For the Love presente nel mixtape di Metro Boomin intitolato 19 & Boomin. L'anno seguente pubblica il mixtape Life of a Hot Boy, dal quale viene estratto il brano Hot Boy.
La sera del 4 marzo 2016 il rapper è rimasto vittima di una sparatoria avvenuta al di fuori del suo studio di registrazione in seguito ad un alterco con il collega rapper Mendez "No Plug" Owens. Trasportato d'urgenza presso l'Hughes Spalding Children's Hospital di Atlanta, viene dichiarato morto poco dopo a causa delle gravi ferite riportate. Aveva 28 anni.
In seguito al suo decesso, il rapper Post Malone lo ha citato nel brano Money Made Me Do It, presente nel suo album di debutto Stoney.
Il 4 aprile 2020, a più di 4 anni dal suo decesso, viene pubblicato il suo primo album postumo intitolato In Bank We Trust.

## Discografia

### Album in studio
- 2020 – In Bank We Trust

### Mixtape
- 2012 – Street Motivation
- 2015 – Life of a Hot Boy
- 2015 – Life of a Hot Boy 2: Real Trapper
- 2015 – Bankroll Fresh
- 2016 – Made It Through Tha Struggle
- 2018 – Live Yo Life

### Singoli
- 2014 – Show Em How To Do It
- 2015 – Walked In (feat. Street Money Boochie e Travis Porter)
- 2015 – Hot Boy
- 2016 – Dirty Game
- 2016 – I Just Wanna (feat. T.I. e Spodee)
- 2017 – Truth Be Told
- 2017 – Hell of a Night
- 2018 – Can't Catch Me
- 2019 – MIND, BODY, SOUL
- 2019 – Believe It
- 2020 – Whole 4